# Real Asociación Neerlandesa de Fútbol
La Real Asociación Neerlandesa de Fútbol (KNVB) (en neerlandés: Koninklijke Nederlandse Voetbalbond) es el organismo encargado de la organización del fútbol en los Países Bajos, cuya sede está en Zeist.

## Historia
Fue creada el 8 de diciembre de 1889 bajo el nombre de Asociación de Fútbol y Atletismo de los Países Bajos (NVAB) (en neerlandés: Nederlandschen Voetbal- en Athletischen Bond) agrupando tanto la organización y regulación del fútbol como del atletismo. En 1895, finalmente se establece que el atletismo dejase de formar parte de la federación, por lo que pasa a denominarse como Asociación de Fútbol de los Países Bajos (NVB).
En 1929, adoptaría finalmente su denominación actual con el título de "Real". Es miembro de la FIFA desde 1904 y de la UEFA desde 1954. Se encarga de la organización de las ligas profesionales neerlandesas (Eredivisie y Eerste Divisie), las ligas amateurs y la Copa KNVB, así como los partidos de la Selección de fútbol de los Países Bajos en sus distintas categorías.
Considerada como una de las Asociaciones deportivas más antiguas e influyentes de la época, fue uno de los miembros fundadores de la Federación Internacional de Fútbol Asociación (FIFA), que vio la luz el 21 de mayo de 1904 en París.

## Mujeres en el fútbol
En agosto de 2020 la KNVB autorizó por primera vez en la historia a una mujer a competir en un equipo masculino de fútbol. Se trata de Ellen Fokkema que a los 19 años será la primera jugadora en una liga masculina. La holandesa competirá en la cuarta división de Holanda. Ha jugado toda su carrera en el Foarút porque en Holanda está permitida la mezcla de chicos y chicas hasta los 18 años.

## Presidentes
| 1.º  |  | Pim Mulier                 | 1889 | 1892     |
| 2.º  |  | Pieter Droogleever Fortuyn | 1892 | 1893     |
| 3.º  |  | W. Prange                  | 1893 | 1894     |
| 4.º  |  | F.H. van Leeuwen           | 1894 | 1897     |
| 5.º  |  | Pim Mulier                 | 1897 | 1897     |
| 6.º  |  | Jasper Warner              | 1897 | 1919     |
| 7.º  |  | Jan Willem Kips            | 1919 | 1930     |
| 8.º  |  | Dirk van Prooye            | 1930 | 1942     |
| 9.º  |  | Karel Lotsy                | 1942 | 1953     |
| 10.º |  | Hans Hopster               | 1953 | 1957     |
| 11.º |  | Toon Schröder              | 1957 | 1966     |
| 12.º |  | Wim Meuleman               | 1966 | 1980     |
| 13.º |  | Jo van Marle               | 1981 | 1993     |
| 14.º |  | Jeu Sprengers              | 1993 | 2008     |
| 15.º |  | Michael van Praag          | 2008 | 2019     |
| 15.º |  | Michael van Praag          | 2019 | Presente |

## Sistema de Ligas y Copas

### Ligas Nacionales
| División | Liga           | Temporada más reciente | N.º        | Ascensos                 | Descensos                | Campeón más reciente |
| -------- | -------------- | ---------------------- | ---------- | ------------------------ | ------------------------ | -------------------- |
| 1        | Eredivisie     | 2020-21                | 18 equipos | -                        | 2 directos, y 1 Play-Off | Ajax (2020-21)       |
| 2        | Eerste Divisie | 2020-21                | 20 equipos | 2 directos, y 6 Play-Off | -                        | SC Cambuur (2020-21) |

### Copas nacionales
| Copa                 | Temporada más reciente | N.º                                     | Campeón más reciente |
| -------------------- | ---------------------- | --------------------------------------- | -------------------- |
| KNVB Beker           | 2020-21                | 114 equipos (Incluida ronda preliminar) | Ajax (2020-21)       |
| Johan Cruijff-schaal | 2019                   | 2 equipos                               | Ajax (2019)          |

### Plazas UEFA para competiciones de clubes
- Actualizada a las competencias 2021-22.

| Liga/Copa                          | Coeficiente                  | N.º de plazas                | Características                                                                                  |
| Liga de Campeones de la UEFA       | Liga de Campeones de la UEFA | Liga de Campeones de la UEFA | Liga de Campeones de la UEFA                                                                     |
| ---------------------------------- | ---------------------------- | ---------------------------- | ------------------------------------------------------------------------------------------------ |
| Eredivisie                         | 39.200                       | 2 equipos                    | El campeón ingresa en fase de grupos y el subcampeón a la Tercera ronda previa.                  |
| Liga Europa de la UEFA             |                              |                              |                                                                                                  |
| Eredivisie                         | 39.200                       | -                            | Sin representación                                                                               |
| Liga Europa Conferencia de la UEFA |                              |                              |                                                                                                  |
| Eredivisie                         | 39.200                       | 2 equipos                    | El tercero ingresa en Tercera ronda previa y el ganador de los play-offs a Segunda ronda previa. |

## Palmarés en fútbol

### Selecciones masculinas

#### Absoluta
| Competición                 | Campeón  | Subcampeón            | Tercer puesto                     |
| --------------------------- | -------- | --------------------- | --------------------------------- |
| Copa Mundial de Fútbol      | -        | 3 (1974, 1978 y 2010) | 1 (2014)                          |
| Eurocopa                    | 1 (1988) | -                     | 5 (1976, 1992, 2000, 2004 y 2024) |
| Torneo Olímpico de Fútbol   | -        | -                     | 3 (1908, 1912 y 1920)             |
| Liga de Naciones de la UEFA | -        | 1 (2019)              | -                                 |

#### Sub-21
| Competición     | Campeón         | Subcampeón | Tercer puesto   |
| --------------- | --------------- | ---------- | --------------- |
| Eurocopa Sub-21 | 2 (2006 y 2007) | -          | 2 (1988 y 2013) |

#### Sub-20
| Competición                   | Campeón | Subcampeón | Tercer puesto |
| ----------------------------- | ------- | ---------- | ------------- |
| Copa Mundial de Fútbol Sub-20 | -       | -          | -             |

#### Sub-19
| Competición     | Campeón | Subcampeón            | Tercer puesto |
| --------------- | ------- | --------------------- | ------------- |
| Eurocopa Sub-19 | -       | 3 (1948, 1949 y 1970) | -             |

#### Sub-17
| Competición                   | Campeón                     | Subcampeón            | Tercer puesto         |
| ----------------------------- | --------------------------- | --------------------- | --------------------- |
| Copa Mundial de Fútbol Sub-17 | -                           | -                     | 1 (2005)              |
| Eurocopa Sub-17               | 4 (2011, 2012, 2018 y 2019) | 3 (2005, 2009 y 2014) | 3 (2000, 2008 y 2016) |

### Selecciones femeninas

#### Absoluta
| Competición                     | Campeón  | Subcampeón | Tercer puesto |
| ------------------------------- | -------- | ---------- | ------------- |
| Copa Mundial Femenina de Fútbol | -        | 1 (2019)   | -             |
| Eurocopa Femenina               | 1 (2017) | -          | 1 (2009)      |

### Clubes
Competiciones vigentes
- Copa de Europa/Liga de Campeones de la UEFA (6):
  - 1969-70, 1970-71, 1971-72, 1972-73, 1987-88, 1994-95.
- Copa de la UEFA/Liga Europea de la UEFA (4):
  - 1973-74, 1977-78, 1991-92, 2001-02.
- Supercopa de Europa de la UEFA (2):
  - 1973, 1995.

Competiciones extintas
- Copa Intercontinental (3):
  - 1970, 1972, 1995.
- Recopa de Europa de la UEFA (1):
  - 1986-87.
- Copa Intertoto de la UEFA (1):
  - 2006.